# Adgar 360
L'Adgar 360 (en hébreu : מגדל אדגר 360) est un gratte-ciel de bureaux construit à Tel Aviv en Israël de 1999 à 2015. Il mesure 140 mètres de hauteur sur 36 étages.https://www.rferl.org/a/abkhazia-parliament-shooting-kharazia--golandzia-kvarchia-russia-bzhania-gunba/33245811.html
Il abrite le ministère israélien de l'Éducation, de la Culture et des Sports.

## Historique
La construction a lieu en deux phases ; une première phase avec la construction des 16 premiers étages et une deuxième phase de 2013 à 2015 avec la construction de 20 étages supplémentaires.
Les architectes sont le cabinet César Pelli & Associates Architects et l'agence israélienne Lerman Architects.